# Panamerican Sports Network
O Panamerican Sports Networks, ou PSN TV, foi um canal de televisão a cabo e satélite dedicado a esportes. Pertencente ao fundo de investimentos estadunidense Hicks, Muse, Tate & Furst, sediado 
em Miami, iniciou suas transmissões a partir de 15 de fevereiro de 2000, com dois sinais para a América Latina, um em língua castelhana e outro em língua portuguesa - este exclusivo para o Brasil. O canal efetuava a transmissão ao vivo de todos os jogos da Copa Libertadores para toda a América Latina incluindo o Brasil. No segundo semestre de cada ano, o canal transmitia todos os jogos da Copa Mercosul e da Copa Merconorte (competição entre times das Américas Central, Caribe e do Norte).
Outros eventos que o canal chegou a transmitir foram os jogos do Campeonato Português, do Campeonato Francês e do Campeonato Italiano.

## História
A emissora entrou no mercado de TV por assinatura adquirindo os direitos exclusivos para vários eventos, entre eles, a Copa Libertadores da América. Sua primeira transmissão ao vivo foi o jogo entre Palmeiras e The Strongest, direto do Parque Antarctica pela primeira fase do torneio. O canal também transmitiu partidas de basquete, tênis, automobilismo, boxe e golfe. No Brasil, depois de duras negociações, a PSN era exibida pela TVA, NET e Sky como canal à la carte (aquele que se paga além da assinatura da TV por assinatura para recebê-lo), com cerca de 850 mil assinantes no país. Tinha entre seus contratados Téo José, que narrava jogos da Libertadores, do Campeonato Italiano de Futebol e corridas da Fórmula 3000 e do Mundial de Motocross..
Entre os profissionais que atuaram na emissora foram: Téo José, Tonia Elizabeth, Darcio Arruda, Mauro Beting, Rogério Corrêa, Marcos César, Marco Túlio Reis, Lano Brito, Milene Domingues, Osmar de Oliveira, entre outros. Até mesmo o Rei Pelé teve um programa na casa.
No lançamento, o HMTF prometia que em três anos transformaria a PSN no maior canal esportivo de TV paga do continente.
A rede de esportes PSN saiu do ar no Brasil em 2002. Após a saída do ar da PSN, foi anunciado um acordo com a transferência dos direitos de campeonatos comprados pela emissora para o Fox Sports, que não estava disponível na TV brasileira (e que só entraria no ar no Brasil em 2012).
A mais imediata consequência para o telespectador brasileiro na época da extinção foi a perda da transmissão de jogos da Libertadores que tinha começado naquele ano e não foi exibida no país, exclusivos da PSN na TV paga. A única opção foi o calendário definido pela TV Globo, que rescindiu o contrato com a CONMEBOL por a mesma estar em crise. 
A negociação começou no fim de 2001, em Dallas, nos EUA, onde ficava a sede do fundo de investimentos norte-americano HMTF (Hicks, Muse, Tate & Furst) proprietário da PSN.